# Katori
Katori (jap. 香取市 Katori-shi) – miasto w środkowej Japonii, na wyspie Honsiu (Honshū), w prefekturze Chiba. Ma powierzchnię 262,35 km². W 2020 r. mieszkało w nim 72 427 osób, w 27 528 gospodarstwach domowych  (w 2010 r. 82 885 osób, w 27 291 gospodarstwach domowych).

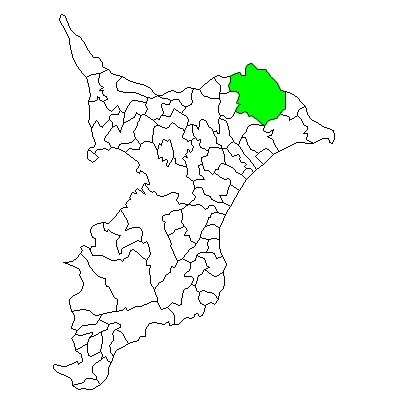
Miasto na mapie prefektury

Na terenie miasta znajduje się Wodny Ogród Botaniczny Suigō Sawara.